# Gothien
Gothien (lat. Gothia el. Gotia) er en betegnelse brugt om flere forskellige områder, der i middelalderen var beboet af goterne under deres vandringer:
- Götaland, goternes traditionelle hjemland i det sydlige Sverige
- Et område i den sydøstlige del af Frankrig og noget af den nordøstlige del af Spanien, hvor der i en periode boede visigoter. Området strakte sig fra Pyrenæerne til floden Ebro og omfattede således dele af nutidens område Languedoc og størstedelen af Catalonien. I området findes (i Frankrig) byerne Carcassonne, Montpellier, Narbonne, Perpignan og Toulouse og (i Spanien) kystbyerne Barcelona, Barcino og Tarraco. Samme sted "Gothia Land" (lat. Gathia Launia) – det hypotetiske ophav til betegnelsen Catalonien, som udviklede sig fra den Spanske Mark ved den spanske grænse.
- Gotisk Krim
- Jylland (muligvis). I 87o ankom nordmanden Ottar til kong Alfred den stores hof i England. Han var handelsmand fra Hålogaland i Nordnorge og han fortalte i detaljer om sine sejladser i de nordlige have. En af hans rejser begyndte ved handelspladsen Skiringssal i den sydlige del af Norge og derfra tog det ham fem dage at sejle til Hedeby, der lå mellem venderne, sakserne og anglerne og tilhørte danskerne. Undervejs på sejladsen til Hedeby (ved Slien) havde han i tre dage Danmark om bagbord side, mens det åbne hav var til styrbord side. I løbet af de to dage inden han kom til Hedeby, havde han til styrbord Gotland og Sillende og mange øer. I disse egne boede anglerne, inden de drog til England, skrev han. Bemærk, at hans Gotland har var Jylland – Sillende er Sønderjylland.

## Nyere forskning
Historikeren dr. phil. Arne Søby Christensen, der er lektor ved Københavns Universitet fik i 2002 udgivet sin doktordisputats "Cassiodorus, Jordanes, and the History of the Goths. Studies in a Migration Myth" på forlaget Tusculanum. Heri viser Søby Christensen, at de traditionelle kilder til vores viden om Gothien, Cassiodor og Jordanes, ikke skrev deres fremstillinger på en levende gotisk tradition, men at de hentede deres informationer fra den græsk-romerske litteratur, der ikke kendte til goterne før midten af det 3. årh. e.Kr. De skabte en gotisk historie ud fra et navnemateriale med tilføjelse af beretninger om andre folks historie. Hvad der ligger før år 300 i ovenstående må derfor – som meget andet fra den tid – læses med skepsis i behold. ASC mener, at vores forståelse af folkevandringernes historie må revideres, sådan som også vores tolkning af Saxos Gesta Danorum er blevet det gennem årene.